# Ariel Salas
Ariel Esteban Salas Sanzana (* 9. Oktober 1976 in Santiago) ist ein ehemaliger chilenischer Fußballtorwart. Er gewann zwei chilenische Meisterschaften.

## Karriere

### Verein
Ariel Salas schloss sich im Alter von neun Jahren der Jugend von CSD Colo-Colo an und kam 1993 in die Profimannschaft. Dort bestritt er zwei Spiele und wechselte 1997 aufgrund der starken Konkurrenz auf der Torwartposition zum CD Magallanes. Im weiteren Karriereverlauf lief er noch für Deportes Antofagasta, Deportes La Serena und zuletzt für Deportes Ovalle auf. 2005 beendete er seine Karriere.

### Nationalmannschaft
Salas wurde 1992 in die U17-Nationalmannschaft berufen und war bei der Südamerikameisterschaft 1993 sowie bei der anschließenden Weltmeisterschaft Stammtorwart, als die junge La Roja den dritten Platz erreichte. Im Spiel um Platz drei sicherte er im Elfmeterschießen den Sieg gegen Polen.
1995 wurde Salas in die U20-Nationalmannschaft für die Südamerikameisterschaft und anschließend in den Kader für die Junioren-Weltmeisterschaft berufen. Auch dort war er wieder Stammtorwart, Chile schied in der Gruppenphase aus. Ein Jahr später war er in der Olympiaauswahl für das Qualifikationsturnier zu den Olympischen Spielen 1996, Chile scheiterte in der Südamerikagruppe.

## Erfolge
Colo-Colo
- Chilenischer Meister: 1994, 1996
- Chilenischer Pokalsieger: 1993, 1996

## Sonstiges
Nach seinem Ende als Profispieler wurde Salas Sportlehrer und eröffnete ein Geschäft für Empanadas.